# Sason colemani
Sason colemani là một loài nhện trong họ Barychelidae. Loài này phân bố ờ Queensland.